# Bamiã (cidade)
Bamiã (em persa: بامیان; romaniz.: Bāmīyān) é uma cidade do Afeganistão, capital da província de Bamiã. Está situada a cerca de 240 km a noroeste de Cabul.